# L̂
Cette page contient des caractères spéciaux ou non latins. S’ils s’affichent mal (▯, ?, etc.), consultez la page d’aide Unicode.
L̂ (minuscule : l̂), appelé L accent circonflexe, est un graphème utilisé dans la romanisation de l’alphabet cyrillique ISO 9. Il s’agit de la lettre L diacritée d’un accent circonflexe.

## Utilisation
La norme de translittération de l’alphabet cyrillique ISO 9 utilise ‹ l̂ › pour représenter la lettre Љ du serbe et du macédonien, qui correspond à ‹ lj › dans l’alphabet latin serbe.

## Représentations informatiques
Le L accent circonflexe peut être représenté avec les caractères Unicode suivants (latin de base, diacritiques) :
| formes    | représentations | chaînes de caractères | points de code | descriptions                                             |
| --------- | --------------- | --------------------- | -------------- | -------------------------------------------------------- |
| capitale  | L̂               | L◌̂                    | U+004C U+0302  | lettre majuscule latine l diacritique accent circonflexe |
| minuscule | l̂               | l◌̂                    | U+006C U+0302  | lettre minuscule latine l diacritique accent circonflexe |

## Sources
- (en) Transliteration of Serbian, Cyrillic script, 2.0, 13 janvier 2007 (lire en ligne)
- (en) Transliteration of Macedonian, Cyrillic script, 2.2, 8 février 2008 (lire en ligne)